# Jürgen Raeymaeckers
Jürgen Raeymaeckers est un footballeur belge né le 3 mai 1985. Il évolue au poste d'attaquant.

## Carrière
- 2004-2006 : Lierse SK  Belgique D1 (42 matchs, 2 buts)
- 2006-2007 : KSV Roulers  Belgique D1 (7 matchs, 1 but)
- 2007-2008 : Oud-Heverlee Louvain  Belgique D2
- 2008-2009 : FCN Saint-Nicolas  Belgique D3[1]